# Toyota Sienna
La Toyota Sienna è una monovolume prodotta dalla casa automobilistica giapponese Toyota a partire dal 1997 nello stabilimento di Princeton in Indiana negli Stati Uniti,
Progettata inizialmente per essere venduta solo nel mercato nordamericano, ha sostituito la Toyota Previa di prima generazione nel 1997, rispetto alla quale adotta uno schema tecnico più convenzionale a trazione anteriore e con la piattaforma in comune con la Toyota Camry. La prima generazione è stata prodotta fino al 2002, per poi essere sostituita dalla seconda generazione, che fu riprogettata con un aumentato delle dimensioni esterne per adattarsi a quelle delle sue dirette concorrenti. Nel 2010 esordisce la terza generazione della Sienna, che dal novembre 2011 viene esportata anche in Corea del Sud. Nel 2020 ne è stata presentata la quarta generazione.